# Charles Lubulwa
Charles Lubulwa (ur. 28 grudnia 1964 w Kampali) – ugandyjski bokser, uczestnik Letnich Igrzysk Olimpijskich 1980, Letnich Igrzysk Olimpijskich 1984 oraz Letnich Igrzysk Olimpijskich 1988. Najlepszy wynik uzyskał na igrzyskach w Los Angeles, gdzie doszedł do ćwierćfinału, w którym został pokonany przez Petera Konyegwachie z Nigerii.
W 1987 został wicemistrzem igrzysk afrykańskich.